# 1421 az irodalomban
Az 1421. év az irodalomban.

## Születések
- 1421 – Bartholomaeus Platina (eredeti neve: Bartolomeo Sacchi) az itáliai reneszánsz idején működött történész, író, gasztronómus († 1481)

## Halálozások
- 1421. november 17. – Gobelinus Persona középkori német történetíró, fő műve a Cosmodromium (* 1358)